# Zoht Indian Reserve 4
Zoht Indian Reserve 4 är ett reservat i Kanada.   Det ligger i provinsen British Columbia, i den södra delen av landet, 3 300 km väster om huvudstaden Ottawa.
Trakten runt Zoht Indian Reserve 4 består i huvudsak av gräsmarker. Trakten runt Zoht Indian Reserve 4 är nära nog obefolkad, med mindre än två invånare per kvadratkilometer.